# Piper alatipetiolatum
Piper alatipetiolatum är en pepparväxtart som beskrevs av Truman George Yuncker. Piper alatipetiolatum ingår i släktet Piper och familjen pepparväxter. Inga underarter finns listade i Catalogue of Life.